# جون نورثكوت
السير جون نورثكوت John Northcote (1599 – 24 يونيو 1676) كان سياسي إنجليزي، وعضواً في مجلس العموم البريطاني في العديد من الفترات بين عامي 1640 و1676.
وكان من مؤيدي البرلمان في الحرب الأهلية الإنجليزية.

## روابط خارجية
- جون نورثكوت على موقع الموسوعة البريطانية (الإنجليزية)